# II Congresso dell'Internazionale Comunista

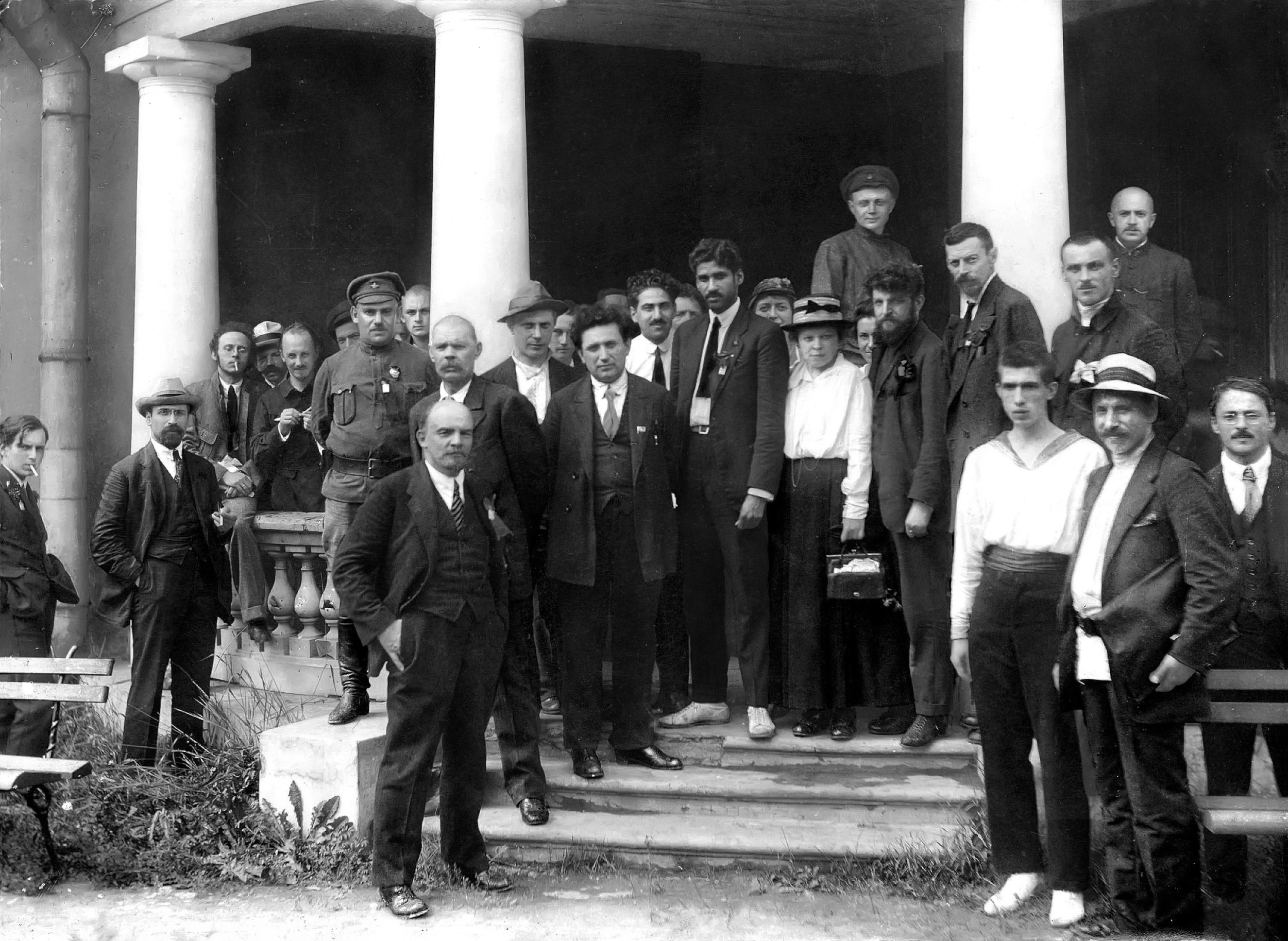
Alcuni delegati al Congresso

Il II Congresso dell'Internazionale Comunista si svolse dal 19 luglio al 7 agosto 1920 a Pietrogrado e Mosca. Ritenuto quello di maggiore importanza storica, è considerato «una sorta di Manifesto generale del comunismo».

## Premesse
Il Congresso si tenne in una fase di grande fiducia nelle prospettive rivoluzionarie, determinate dalla crescita dei movimenti di massa in Italia, Francia, Germania, Regno Unito, Stati Uniti d'America e dall'andamento favorevole alle truppe dell'Armata Rossa della guerra sovietico-polacca, scatenata l'anno precedente dalla Repubblica di Polonia.
In tale contesto, si riteneva urgente che i partiti socialisti si liberassero delle proprie componenti riformiste e opportuniste e si trasformassero in partiti comunisti fortemente accentrati e in grado di guidare la rivoluzione internazionale basandosi sulle comuni direttive dell'Internazionale.

## Lavori congressuali

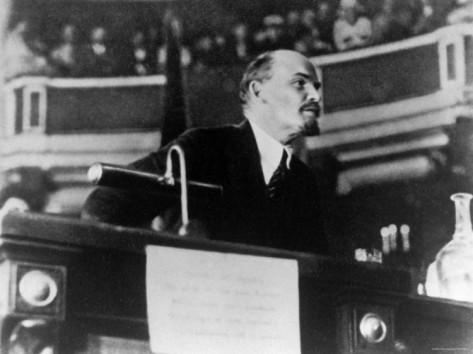
Lenin parla al Congresso

I lavori si aprirono il 19 luglio a Pietrogrado e proseguirono dal 23 luglio al 7 agosto a Mosca. A differenza del Congresso fondativo, si trattò del primo appuntamento veramente rappresentativo del proletariato internazionale, visto che vi presero parte 64 partiti di oltre cinquanta paesi, per un totale di 169 delegati con voto deliberativo.
L'assemblea approvò lo statuto dell'Internazionale, stabilendone l'obiettivo nella creazione di una repubblica internazionale dei soviet come passaggio verso la distruzione dello Stato. Vennero inoltre votati i "21 punti", le condizioni di ammissione al Comintern per i singoli partiti. Elaborati da Lenin, essi raccoglievano il significato dei lavori congressuali ed erano finalizzati alla creazione in Occidente di partiti comunisti ispirati al modello russo, e quindi fondati su disciplina, centralizzazione, organizzazione ferrea, azione tra le masse, i contadini, i sindacati, l'esercito. Tra i passaggi che maggiormente avrebbero condizionato il dibattito all'interno dei partiti europei nei mesi successivi, l'articolo 7 prevedeva l'obbligo di rompere completamente con il riformismo e con gli opportunisti, alcuni dei quali (Turati, Kautsky, Hilferding, Hillquit, Longuet, MacDonald, Modigliani) erano esplicitamente citati nel testo. Altrettanto netto risultava il punto 17, secondo il quale per aderire all'Internazionale i partiti avrebbero dovuto cambiare il proprio nome in "Partito comunista" del proprio paese, con l'aggiunta della dicitura "sezione della III Internazionale". Infine, l'articolo 21 prevedeva l'espulsione dal partito dei membri che non accettassero in toto le condizioni e le tesi dell'Internazionale.

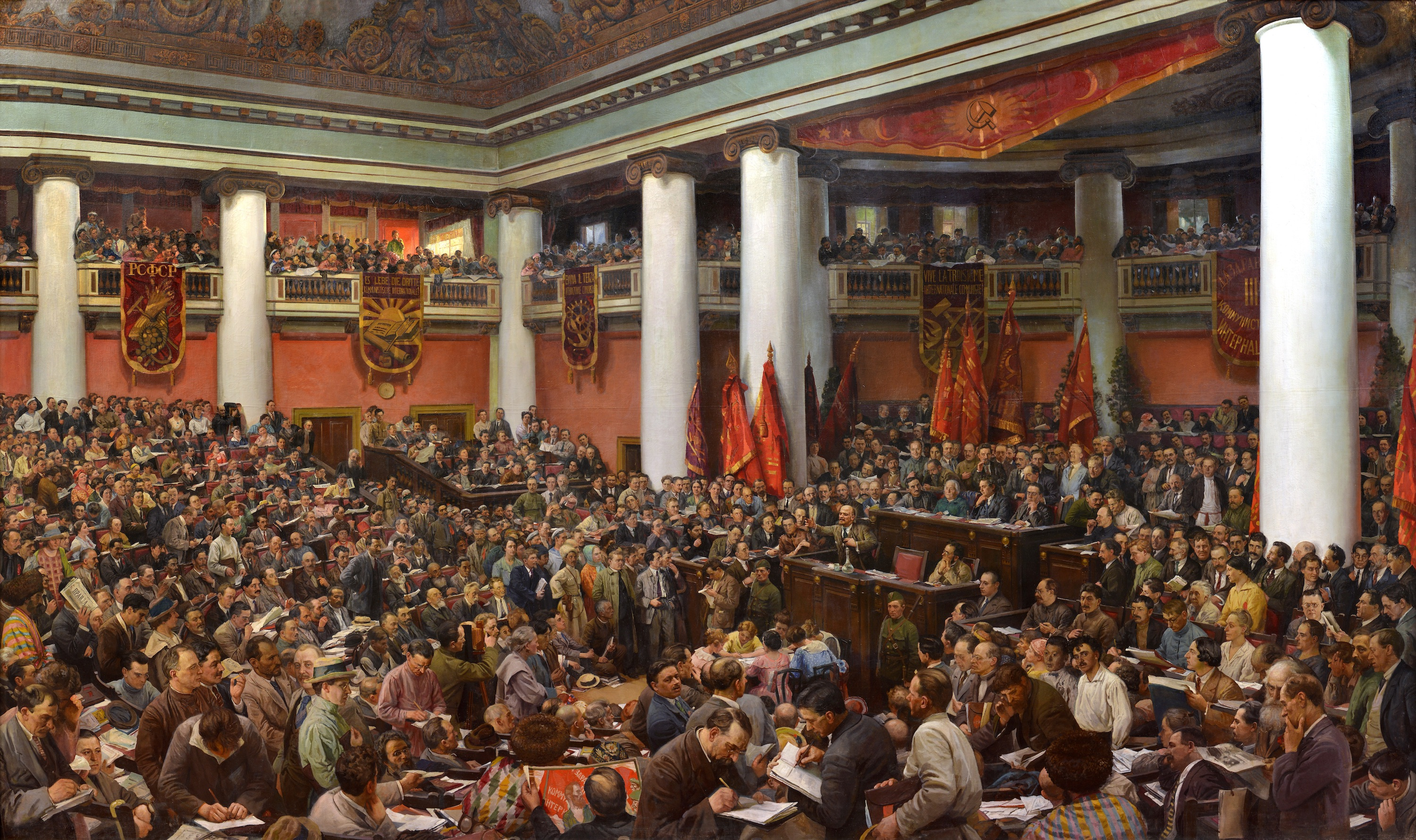
Isaak Brodskij, Il II Congresso del Comintern, 1924

I delegati dedicarono ampio spazio anche all'esame delle prospettive nei singoli paesi, individuando nell'Italia e nella Germania quelli in cui più immediato sembrava il raggiungimento dell'obiettivo rivoluzionario.
Venne inoltre discusso il tema dell'azione parlamentare: secondo i delegati olandesi, quelli del Partito Comunista Operaio di Germania, Amadeo Bordiga, Sylvia Pankhurst e la maggioranza dei sindacalisti presenti, i comunisti avrebbero dovuto astenersi dal partecipare alle elezioni borghesi, ma sul punto prevalse la posizione di Lenin e Bucharin, secondo i quali andava utilizzato anche il ruolo di deputato come «agitatore del partito nel campo nemico».
Tra gli altri argomenti affrontati vi fu quello del colonialismo, a proposito del quale la linea leniniana volta ad appoggiare i movimenti nazionalistici indipendentisti fu contrastata, per esempio da Serrati, in nome del carattere proletario della rivoluzione.

## Le condizioni di ammissione
Nei 21 punti si stabiliva che:
(punto 7)
 e che:
(punto 20)
Si pretendeva poi che «qualsiasi organizzazione che voglia aderire all'Internazionale Comunista deve rimuovere, sistematicamente, i riformisti e i centristi da tutti gli incarichi di responsabilità all'interno del movimento operaio (organizzazioni di partito, comitati di redazione, sindacati, gruppi parlamentari, cooperative, organi di governo locali) e sostituirli con comunisti collaudati, anche se, soprattutto all'inizio, sarà necessario sostituire degli opportunisti "esperti" con dei semplici lavoratori di base.» (punto 2).
Inoltre, «tutti i partiti che vogliono aderire all'Internazionale Comunista debbono cambiare nome. Ogni partito che voglia aderire all'Internazionale Comunista deve chiamarsi: Partito Comunista del tale paese (sezione dell'Internazionale Comunista). Il fatto del nome non è soltanto una questione formale, ma una questione squisitamente politica e di grande importanza. L'Internazionale Comunista ha dichiarato guerra a tutto il mondo borghese e a tutti i partiti della socialdemocrazia gialla. La differenza tra i partiti comunisti e i vecchi partiti "socialdemocratici" o "socialisti" ufficiali, che hanno tradito la bandiera della classe operaia, dev'essere resa comprensibile ad ogni semplice lavoratore.» (punto 17).
Oltre alla cacciata dei riformisti ed al cambio del nome, «i partiti che mantengono ancora i vecchi programmi socialdemocratici sono tenuti a sottoporli a revisione quanto prima possibile, e a redigere, tenendo conto delle particolari condizioni del loro paese, un nuovo programma comunista che sia conforme ai deliberati dell'Internazionale Comunista.» (punto 15)
Particolare attenzione veniva riservata al ruolo del sindacato: «ogni partito che voglia aderire all'Internazionale Comunista deve dare attività sistematica e durevole nei sindacati, nei consigli operai e nei comitati di fabbrica, nelle cooperative e nelle altre organizzazioni di massa dei lavoratori. Bisogna costituire all'interno di tali organizzazioni delle cellule comuniste che attraverso un'opera costante ed indefessa conquistino alla causa del comunismo i sindacati, ecc. Nel corso del proprio lavoro quotidiano le cellule debbono smascherare ovunque il tradimento dei socialpatrioti e l'instabilità del "centro".» (punto 9) e «ogni partito appartenente all'Internazionale Comunista è tenuto ad ingaggiare una lotta inesorabile contro l'"Internazionale" di Amsterdam dei sindacati gialli. Deve propagandare con il massimo vigore tra i sindacalisti la necessità di una rottura con l'Internazionale gialla di Amsterdam. Deve fare tutto il possibile per appoggiare l'Associazione internazionale dei sindacati rossi, aderente alla Internazionale Comunista, in via di formazione.» (punto 10).
Anche la libertà di stampa veniva subordinata alle direttive dell'Internazionale comunista e alla lotta contro il riformismo: 
«Tutta quanta la stampa di partito deve essere sotto la direzione di comunisti fidati che abbiano dato prova di devozione alla causa del proletariato. La dittatura del proletariato non dev'essere considerata semplicemente come formula d'uso corrente meccanicamente appresa; bisogna propugnarla in modo da renderne comprensibile la necessità a qualsiasi comune operaio od operaia, ad ogni soldato e contadino, partendo dai fatti della loro vita di tutti i giorni, che bisogna riferire e utilizzare quotidianamente nella nostra stampa. I periodici e le altre pubblicazioni, e tutte le case editrici del partito, devono essere completamente subordinate al praesidium del partito, indipendentemente dal fatto che in quel dato momento il partito sia legale o clandestino. Non bisogna permettere che le case editrici abusino della propria indipendenza e portino avanti una linea politica che non sia in assoluta armonia con la linea politica del partito. Negli articoli del giornale, nelle assemblee popolari, nei sindacati e nelle cooperative, ovunque gli aderenti all'Internazionale Comunista siano presenti, è necessario denunziare, sistematicamente ed implacabilmente, non soltanto la borghesia, ma anche i suoi servi, i riformisti di ogni sfumatura.» (punto 1)
Infine, a livello internazionale «ogni partito che voglia aderire all'Internazionale Comunista è tenuto a smascherare non soltanto il socialpatriottismo dichiarato, ma anche la falsità e l'ipocrisia del socialpacifismo; a rammentare sistematicamente ai lavoratori che senza l'abbattimento rivoluzionario del capitalismo nessuna corte internazionale d'arbitrato, nessun accordo per la limitazione degli armamenti, nessuna riorganizzazione "democratica" della Società delle Nazioni, potrà impedire delle nuove guerre imperialistiche.» (punto 6)
Fu la mancata adesione a questi diktat da parte della maggioranza del Partito Socialista Italiano a determinare, il 21 gennaio 1921, al termine delle votazioni nel XVII Congresso del PSI a Livorno, la scissione della frazione comunista e la nascita del Partito Comunista d'Italia, legato direttamente a Mosca.